# Hemerodromia alida
Hemerodromia alida är en tvåvingeart som beskrevs av Smith 1969. Hemerodromia alida ingår i släktet Hemerodromia och familjen dansflugor. Inga underarter finns listade i Catalogue of Life.